# Lingua ido

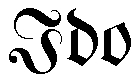
Il logo tradizionale della lingua Ido

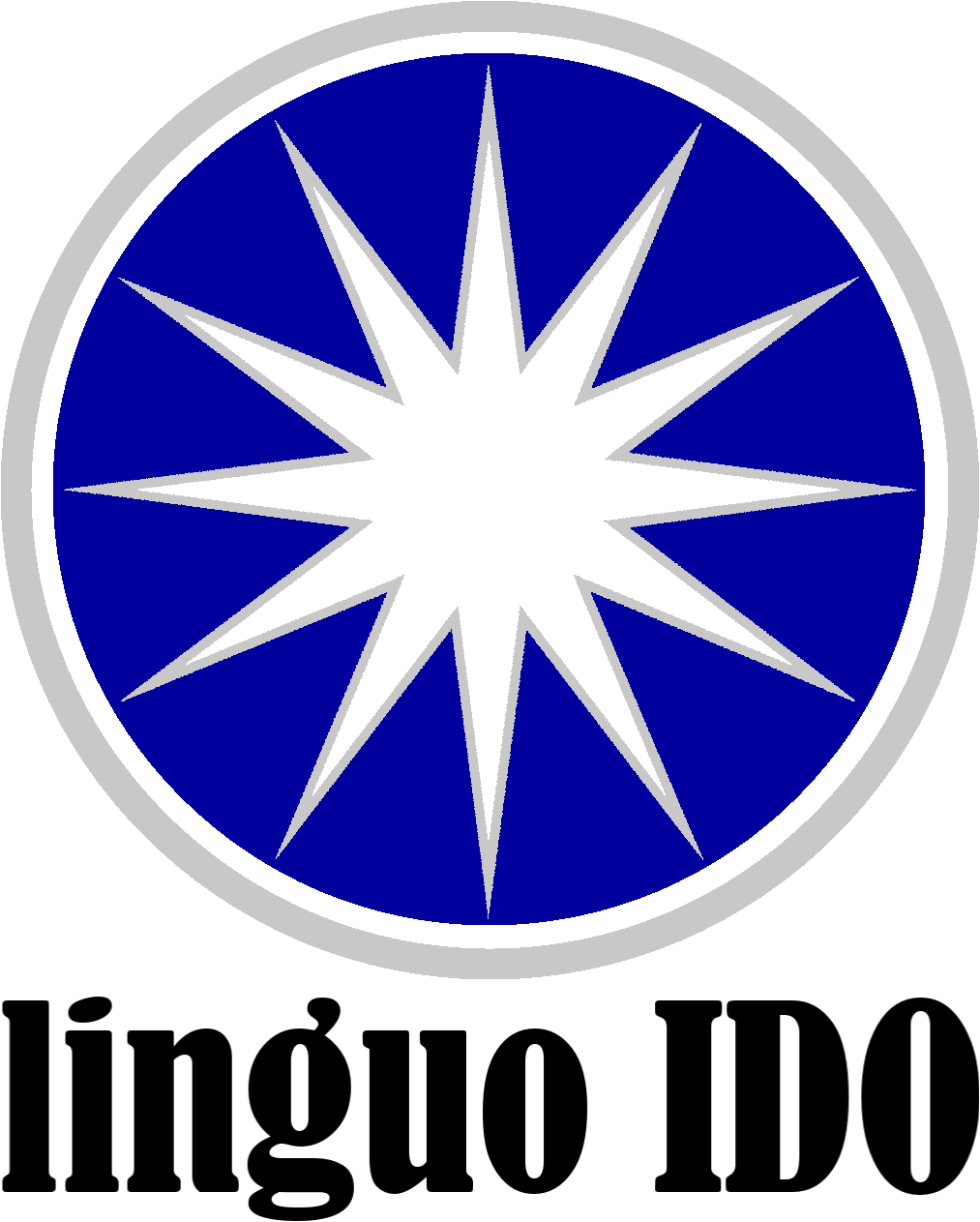
Il logo moderno della lingua Ido

L'ido (pronunciato come in italiano /ido/) è una lingua artificiale ausiliaria creata da Louis de Beaufront, e sviluppata dalla Delegazione per l'adozione di una lingua ausiliaria internazionale, come tentativo di creare una versione più semplice dell'esperanto. Non a caso, ido in esperanto significa discendente ma è anche l'abbreviazione di esperantido.
Fu adottata nell'ottobre 1907, a Parigi, da un comitato internazionale di scienziati e linguisti che la scelsero tra tutte le altre proposte dopo aver esaminato ogni progetto, vecchio e nuovo, di lingua universale. L'idioma venne poi discusso pubblicamente, tra il 1908 e il 1914, nella rivista ufficiale Progreso, e fu completato dopo un lungo ed estenuante lavoro dalla Uniono por la Linguo Internaciona Ido (Unione per la lingua internazionale Ido).
L'ido eredita molte delle caratteristiche grammaticali dell'esperanto e in molti casi il vocabolario di cui si serve è altrettanto simile. Altre cose in comune tra i due idiomi sono le semplicissime costruzioni grammaticali e la notevole velocità d'apprendimento consentita dalla regolarità dell'uso degli affissi e dall'uso di parole comuni alle varie lingue europee. Nonostante i numerosi cambiamenti apportati rispetto all'esperanto, le due lingue risultano reciprocamente comprensibili.
Estratto: Il Padre Nostro: ()
Patro nia, Qua esas en la cielo,
Tua Nomo santigesez;
Tua Regno advenez;
Tua Volo facesez
quale en la cielo tale anke sur la tero.
Donez a ni cadie l'omnidiala pano,
e pardonez a ni nia ofensi,
quale anke ni pardonas a nia ofensanti,
e ne duktez ni aden la tento,
ma liberigez ni del malajo.

## Storia
La richiesta da parte della Delegazione per l'adozione di una lingua ausiliaria internazionale all'Associazione internazionale delle accademie, a Vienna, di selezionare un linguaggio internazionale, era stata rifiutata nel maggio 1907. La Delegazione, che era stata fondata da Louis Couturat, decise allora di riunire un Comitato di esperti a Parigi, nell'ottobre 1907, per discutere dell'adozione di una lingua internazionale standard selezionandola tra i vari progetti pubblicati sino a quel momento. Secondo le minute del comitato, questi decise che nessuna lingua era completamente accettabile, ma che l'esperanto poteva essere accettato "per via della sua relativa perfezione e per via delle molte e diverse applicazioni che ha già avuto, a condizione di diverse modifiche da realizzare da parte della commissione permanente, nella direzione definita dalle conclusioni del rapporto dei Segretari (Couturat e Léopold Leau) e dal progetto Ido" che vennero presentate successivamente al comitato da un progetto anonimo. È stato in seguito suggerito che il progetto Ido fosse stato concepito principalmente da Couturat, con qualche aiuto da parte del rappresentante dell'esperanto nel comitato, Louis de Beaufront. Beaufront stesso aveva argomentato per una riforma dell'esperanto prima di venire selezionato per la delegazione, e durante i lavori si espresse in favore dell'esperanto rispetto ad altre lingue; la sua "conversione" a favore dell'ido avvenne quando la nuova lingua venne presentata come consistente con la sua posizione precedente.

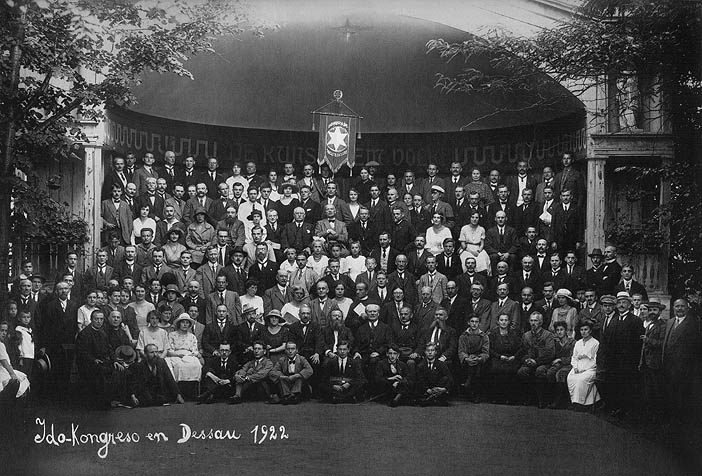
Fotografia del Congresso Internazionale dell'ido tenutosi a Dessau, Germania nel 1922

I primi sostenitori dell'esperanto tendevano a resistere alle riforme, e l'inventore della lingua, L. L. Zamenhof si rimise al loro giudizio. Ironicamente, diverse delle riforme adottate dall'ido erano state già proposte in tempi diversi da Zamenhof. L'uso di mantenere fisse le regole di base dell'esperanto persiste tutt'oggi. Couturat, che era il principale propositore dell'ido, rimase ucciso in un incidente automobilistico nel 1914, il che, assieme alla prima guerra mondiale, diede un duro colpo al movimento. Anche se questo ebbe una certa ripresa nell'immediato dopoguerra, il movimento globale delle lingue internazionali si frammentò in conseguenza della morte di Couturat. La pubblicazione, nel 1922, di un progetto per una lingua ancor più europeizzata, l'occidental, diede il via al processo di frammentazione della comunità, e il movimento per l'ido perse la maggioranza dei suoi periodici pubblicati negli anni seguenti, vedendo la defezione del suo principale sostenitore intellettuale, il linguista danese Otto Jespersen, nel 1928, in occasione della pubblicazione della sua proposta di lingua, il novial, che all'epoca sembrò averne decretato la morte.
Alcuni osservatori rintracciano l'eclissamento dell'ido nel suo carattere ibrido - parte progetto di riforma dell'esperanto, parte Standard Comune Europeo - in questa visuale, una volta che fu chiaro che l'ido non avrebbe soppiantato l'esperanto e che non sarebbe stato adottato dalla comunità esperantista, molti videro le sue somiglianze con l'esperanto come a un peso non necessario, e si diressero verso altri progetti più naturalistici. Coloro che invece le approvavano preferirono ritornare alla più grande comunità esperantista.
Negli anni trenta il declino dell'ido rallentò, e durante la lunga gestazione del progetto dello IALA il movimento aveva ancora un'importanza significativa all'interno dell'interlinguistica.
Come gli Occidentalisti, anche molti idisti speravano che lo IALA avrebbe prodotto una lingua molto simile alle loro preferenze. Alla fine, la radicalmente naturalistica Interlingua risultò ancora più diversa dall'ido dello stesso Occidental, e (in contrasto con quanto avvenne invece nella comunità occidentalista) non ci fu una grande migrazione di sostenitori dell'ido verso la nuova lingua.
In questo periodo la sopravvivenza dell'ido fu sostenuta da risorse finanziarie accumulate durante il suo periodo d'oro (ad esempio il chimico Wilhelm Ostwald donò il ricavato del suo Premio Nobel del 1909 a una fondazione idista).
La lingua continua tuttora a essere parlata da un piccolo gruppo di persone, e internet ha innescato un rinnovato interesse negli anni recenti. La stima del numero di persone che parlano ido varia da 250 a 5 000. In confronto, l'esperanto è parlato da oltre 1 600 000 di persone a livello 3 di lingua straniera (livello che va oltre le frasi di commiato) secondo i dati di Sidney S. Culbert, un professore di psicologia che condusse una ricerca sulla diffusione di diverse lingue internazionali nella metà del secolo scorso. La cifra è citata sull'Almanac World Book of Facts e su Ethnologue, e contiene un certo margine di errore, per cui potrebbe variare da più di 1 000 000 a oltre 2 000 000 di parlanti secondo lo stesso Culbert (e se secondo le stime di diffusione degli ultimi anni grazie a internet il numero è aumentato, dovrebbe oggi essere di certo maggiore).
Jespersen, che era presente durante le dieci giornate delle delibere del comitato a Parigi, e in seguito fece parte della commissione permanente, scrisse una storia dell'ido.
Molti sostenitori dell'esperanto hanno attaccato l'ido nel corso degli anni. Uno di questi, Don Harlow, scrisse una storia dell'ido, in cui ne descrisse i fondatori come abili cospiratori, nel terzo capitolo di The Esperanto Book, "Come costruire una lingua". Ci sono state molte discussioni sulla validità della sua storia, alle quali replica in un sottocapitolo, "Ido: gli inizi". Comunque, molti dei sostenitori dell'ido sostengono che la storia di Harlow non coincida con tutte le testimonianze dirette, come quelle riportate da Jespersen, anche se si basa sul materiale di altri testimoni diretti, come Émile Boirac e Gaston Moch, e con alcune fonti documentali, alle quali Harlow sostiene che Jespersen non avesse accesso (come la corrispondenza di Zamenhof con Couturat e altri in quel periodo).

## Letteratura e pubblicazioni
L'ido possiede un certo numero di pubblicazioni a cui, nella maggior parte dei casi, è possibile abbonarsi o da scaricare gratuitamente. La maggioranza delle pubblicazioni in ido si occupa di argomenti di vario genere relegando solo poche pagine allo stato del movimento e agli imminenti raduni.
Eccone alcune:
- Kuriero Internaciona: è un mensile francese in ido che si occupa di argomenti vari.
- Adavane!: è una rivista a cadenza bimestrale pubblicata dalla Società Spagnola Ido che, oltre ad argomenti di vario genere, dedica qualche dozzina di pagine a lavori tradotti da altre lingue.
- Progreso: è l'organo ufficiale del movimento ido, a cui si affianca sin dalla sua nascita, nel 1908.

Esistono inoltre numerosi siti internet che ospitano varie storie in ido, favole, proverbi o alcuni passi della Bibbia tradotti in lingua.

## Principali modifiche rispetto all'esperanto
- L'alfabeto dell'esperanto utilizza sei lettere con segni diacritici (ĉ, ĝ, ĥ, ĵ, ŝ e ŭ); come risultato, nella battitura a macchina, nelle e-mail e nei newsgroup, i testi in esperanto sono riportati utilizzando molti schemi grafici diversi. Tutto ciò porta a una situazione in cui la stessa parola può essere scritta in molte maniere differenti, creando confusione. L'ido pone fine a questo problema utilizzando le 26 lettere dell'alfabeto latino, con i due digrammi "ch" (/tʃ/) e "sh" (/ʃ/). qu rappresenta /kw/, come nell'Inglese "quick" o nell'Italiano "quadro". L'ortografia dell'ido è fonetica, cioè ogni parola scritta possiede una pronuncia inequivocabile, ma non c'è la corrispondenza univoca tra lettere e fonemi caratteristica dell'esperanto (in esperanto ogni lettera corrisponde a un solo e unico suono).
- Per ragioni di semplicità grammaticale, l'ido non impone l'accordo di genere e numero fra le diverse categorie grammaticali contenute nella frase, poiché sarebbero ridondanti. Per esempio, in esperanto, il verbo di una frase è invariabile al genere e al numero del soggetto, ma questo principio non si estende agli aggettivi e ai nomi. Risultato: in esperanto, un aggettivo deve concordare con il numero del nome che identifica. In Inglese, ad esempio, tutto ciò non è richiesto, e il numero viene enfatizzato (implicitamente) dalla variazione del verbo. L'ido ha eliminato questa caratteristica dalla sua grammatica.
- L'esperanto richiede l'utilizzo della -n finale per indicare la presenza di un caso accusativo. L'ido permette l'uso di questa caratteristica nelle situazioni ambigue, ove l'oggetto di una frase non segue il soggetto, ma in tutte le altre situazioni il caso accusativo è stato eliminato poiché ridondante.
- L'ido, diversamente dall'esperanto, non assume il maschile come genere standard per le parole di rapporto familiare, e quindi, ad esempio, non deriva la parola "sorella" da "fratello" aggiungendo solo il suffisso femminile al termine. Alcune di queste radici di relazione sono invece definite dal genere neutrale, e due differenti suffissi derivano il maschile e il femminile da una radice comune (frato (fratello germano) > fratulo (fratello), fratino (sorella)). In altri casi, l'ido possiede due o tre parole-radici dove l'esperanto ne ha uno solo (genitoro (genitore), patro (padre), matro (madre)).

## Fonologia
|               | Bilabiali | Bilabiali | Labiodent. | Labiodent. | Alveolari | Alveolari | Postalv. | Postalv. | Palatali | Palatali | Velari | Velari | Glottali | Glottali |
| ------------- | --------- | --------- | ---------- | ---------- | --------- | --------- | -------- | -------- | -------- | -------- | ------ | ------ | -------- | -------- |
| Occlusive     | p         | b         |            |            | t         | d         |          |          |          |          | k      | g      |          |          |
| Nasali        |           | m         |            |            |           | n         |          |          |          |          |        |        |          |          |
| Monovibr.     |           |           |            |            |           | ɾ         |          |          |          |          |        |        |          |          |
| Fricative     |           |           | f          | v          | s         | z         | ʃ        | ʒ        |          |          |        |        | h        |          |
| Affricate     |           |           |            |            | ʦ         |           | ʧ        |          |          |          |        |        |          |          |
| Laterali      |           |           |            |            |           | l         |          |          |          |          |        |        |          |          |
| Approssimanti |           |           |            |            |           |           |          |          |          | j        |        |        |          |          |

L'ido utilizza lo stesso sistema di cinque vocali (a, e, i, o, u hanno il loro valore IPA) dell'esperanto, e molte delle stesse consonanti, omettendo due fonemi consonantici presenti in esperanto, /x/ e /dʒ/.
L'ido inoltre evita alcuni gruppi di consonanti presenti invece in esperanto (es. sillaba iniziale /kv/, /gv/) mentre usa alcuni gruppi non presenti in esperanto (/kw/, /gw/).
- Vocali: a e i o u
- Consonanti: b c d f g h j k l m n p q r s t v w x y z
- Digrammi: ch sh qu
- Dittonghi: au eu

Nota: nella tabella qui accanto i fonemi in neretto sono presenti in ido ma non in italiano.

### Accento
La regola d'accentazione in ido è regolare, ma leggermente più complessa di quella dell'esperanto: tutti i polisillabi sono accentati sulla penultima sillaba, eccetto il verbo al tempo infinito, che è invece accentato sull'ultima.
Qualche esempio: universàla (universale), klozàr (chiudere), telefòno (telefono), filozòfo (filosofo), dankàr (ringraziare), pensàr (pensare).
Quando una parola termina con una vocale preceduta da i oppure u, le due vocali si fondono insieme a formare una sola sillaba, spostando l'accento tonico sulla sillaba precedente.
Qualche esempio: famìlio (famiglia), lìnguo (lingua), ràdio (radio).

## Alfabeto
L'alfabeto Ido è composto da 26 lettere e tre digrammi.
| Ido | Esperanto | IPA        |
| --- | --------- | ---------- |
| a   | a         | /a/        |
| b   | b         | /b/        |
| c   | c         | /t͡s/       |
| ch  | ĉ         | /t͡ʃ/       |
| d   | d         | /d/        |
| e   | e         | /e/, /ɛ/   |
| f   | f         | /f/        |
| g   | g         | /g/        |
| h   | h         | /h/        |
| i   | i         | /i/        |
| j   | ĵ         | /ʒ/        |
| k   | k         | /k/        |
| l   | l         | /l/        |
| m   | m         | /m/        |
| n   | n         | /n/        |
| o   | o         | /o/, /ɔ/   |
| p   | p         | /p/        |
| qu  | (kv)      | /kw/       |
| r   | r         | /r/        |
| s   | s         | /s/        |
| sh  | ŝ         | /ʃ/        |
| t   | t         | /t/        |
| u   | u         | /u/        |
| v   | v         | /v/        |
| w   | (ŭ)       | /w/        |
| x   | (ks)      | /ks/, /gz/ |
| y   | j         | /j/        |
| z   | z         | /z/        |

## Grammatica
Ogni parola presente nel vocabolario dell'ido è sviluppata sulla base di una parola-radice, che si unisce a un finale grammaticale per stabilirne genere, numero e funzione. Altre parole possono essere formate rimuovendo il finale grammaticale alla radice e aggiungendone un altro, o inserendo certi affissi tra la radice e il finale grammaticale. Come l'esperanto, l'ido è grammaticalmente invariabile; senza eccezioni, a differenza di una lingua etnica.
| Forma grammaticale      | Ido        | Esperanto                                       | Italiano                                                                             |
| ----------------------- | ---------- | ----------------------------------------------- | ------------------------------------------------------------------------------------ |
| Nome singolare          | -o (libro) | -o libro                                        | -o -a -e (libro)                                                                     |
| Nome plurale            | -i (libri) | -oj (libroj)                                    | -i -e (libri)                                                                        |
| Aggettivo               | -a (varma) | -a (varma)                                      | -o -a -e (caldo)                                                                     |
| Avverbio                | -e (varme) | -e (varme)                                      | -mente (caldamente)                                                                  |
| Verbo infinito presente | -ar (irar) | -i (iri)                                        | -are -ere -ire (andare)                                                              |
| Verbo infinito passato  | -ir (irir) | essere + participio passato -inta (esti irinta) | essere/avere + participio passato (essere andato)                                    |
| Verbo infinito futuro   | -or (iror) | essere + participio futuro -onta (esti ironta)  | star/essere per + infinito (star per andare - non solo con significato di imminenza) |
| Verbo presente          | -as (iras) | -as (iras)                                      | vado                                                                                 |
| Verbo passato           | -is (iris) | -is (iris)                                      | sono andato, andavo, andai                                                           |
| Verbo futuro            | -os (iros) | -os (iros)                                      | andrò                                                                                |
| Verbo imperativo        | -ez (irez) | -u (iru)                                        | vai!                                                                                 |
| Verbo condizionale      | -us (irus) | -us (irus)                                      | andrei                                                                               |

I suffissi dell'ido sono gli stessi dell'esperanto eccetto -i, -ir/-ar/-or e -ez. L'esperanto indica i nomi plurali con la desinenza agglutinante: -j (quindi i nomi plurali terminano in -oj), usa -i per i verbi infiniti (gli infiniti in esperanto si coniugano in base al tempo), e usa -u per l'imperativo.

### Sintassi
Le frasi in ido seguono l'ordine Soggetto Verbo Oggetto, lo stesso dell'italiano: Me havas la blua libro "io ho il libro blu", la hundo dormas apud pordo "il cane dorme vicino alla porta". Come in italiano, inoltre, l'aggettivo può essere posto prima o dopo il sostantivo a cui fa riferimento: bela tempo "bel tempo" o tempo bela "tempo bello", nuova libro "nuovo libro" o libro nuova "libro nuovo". Ci sono però delle differenze:
L'ido usa la desinenza dell'accusativo -n (facoltativa) quando l'oggetto della frase non è chiaro, o per alterare l'ordine delle parole a proprio piacimento. La blua libron me havas ha lo stesso significato di Me havas la blua libro.
Similmente all'italiano, la negazione in ido si forma aggiungendo l'affisso ne davanti al verbo: Me ne havas libro significa "Io non ho un libro". "Io non andrò" e "Io non andai" diventano rispettivamente Me ne iros e Me ne iris.
Le domande che richiedono la risposta sì/no si formano mediante la particella ka posta all'inizio della frase. "Io ho un libro" (Me havas libro) diventa Ka me havas libro? (Io ho un libro?) Ka può anche essere posto prima di un nome, in assenza di un verbo, per realizzare una domanda semplice, con diverse possibilità d'interpretazione. Ka Marco? può quindi significare "Sei tu Marco?", "È Marco?" o "Conosci Marco?" in base al contesto (la traduzione più vicina in italiano è semplicemente: "Marco?") Quest'ultima caratteristica sembra derivare dal giapponese, che però aggiunge la particella ka alla fine della domanda; tuttavia lingue europee (come il polacco e altre lingue slave) usano una particella con simile funzione all'inizio delle domande che richiedono una risposta di tipo sì/no. Si noti che se si usa l'accusativo "Ka Marcon?", Marcon avrebbe potuto essere solo il complemento oggetto della frase, specificando di più il messaggio; non può infatti significare "Sei tu Marco?" oppure "È Marco?", mentre può benissimo significare "Conosci (vedi, capisci, senti, ...) Marco?"

### Articoli
L'articolo indeterminativo italiano un, uno, una non ha un equivalente in ido. La sua assenza indica abitualmente che il sostantivo a cui ci si riferisce è indefinito.
L'articolo determinativo è invece La, ed è invariabile in genere e numero.

### Preposizioni
A dispetto delle altre categorie grammaticali, le preposizioni (e alcune altre parole di uso comune) non terminano con un finale prestabilito:
- a: a, ad, verso (direzione)
- de: da (provenienza)
- di: di
- en: in
- inter: tra
- kun: con (insieme con)
- per: con (per mezzo di)
- por: per (al fine di)
- pro: per (a causa di)
- sub: sotto a
- sur: sopra a

### Pronomi
I pronomi dell'ido sono stati modificati per essere meno ambigui acusticamente rispetto a quelli dell'esperanto (in cui tutti i pronomi terminano in i; i pronomi della prima persona plurale mi e ni, ad esempio, possono essere molto difficili da distinguere in un ambiente rumoroso)
L'ido, a differenza dell'inglese, distingue la seconda persona singolare dell'intimo (tu) e del formale (vu) dalla seconda persona plurale per l'intimità (vi), dove l'esperanto ha vi sia per il singolare sia per il plurale e distingue l'intimo al singolare (ci). L'ido possiede inoltre un pronome pangenere della terza persona — lu — in aggiunta alla sua terza persona maschile (il), femminile (el), e neutro (ol).
|           | singolare | singolare | singolare | singolare | singolare | singolare | singolare      | plurale | plurale  | plurale | plurale | plurale   | plurale   | impersonale |
| prima     | seconda   | seconda   | terza     | terza     | terza     | terza     | prima          | seconda | terza    | terza   | terza   | terza     |           | impersonale |
| prima     | familiare | formale   | masc.     | femm.     | neut.     | pangenere | prima          | seconda | masc.    | femm.   | neut.   | pangenere |           | impersonale |
| --------- | --------- | --------- | --------- | --------- | --------- | --------- | -------------- | ------- | -------- | ------- | ------- | --------- | --------- | ----------- |
| Italiano  | io        | tu        | Lei/Voi   | egli      | ella      | esso      | egli/ella/esso | noi     | voi/Loro | essi    | esse    | essi      | essi/esse | si          |
| Esperanto | mi        | ci        | vi        | li        | ŝi        | ĝi        | ĝi¹            | ni      | vi       | —       | —       | —         | ili       | oni         |
| Ido       | me        | tu        | vu        | il(u)     | el(u)     | ol(u)     | lu             | ni      | vi       | ili     | eli     | oli       | li        | on(u)       |

¹ anche tiu (quello/a) viene spesso usato in questo caso.

### Pronomi possessivi
I pronomi personali diventano possessivi mediante la desinenza -a.
- Singolare: mea, tua, vua, (i)lua / (e)lua / (o)lua
- Plurale: nia, via, lia

### Pronomi dimostrativi
- Singolare: (i) ca (questo/a), (i) ta (quello/a)
- Plurale: (i) ci (questi/e), (i) ti (quelli/e)

### Pronomi dimostrativi + personali
- ilu + ca: ilca (costui)
- elu + ca: elca (costei)
- olu + ca: olca (questo qua)
- ilu + ta: ilta (colui)
- elu + ta: elta (colei)
- olu + ta: olta (quello là)

### Pronomi/aggettivi interrogativi e relativi
I pronomi e gli aggettivi interrogativi e relativi sono qua per il singolare, qui per il plurale e quo per le parole e le cose indeterminate. Gli aggettivi interrogativi seguono la regola generale degli aggettivi, quindi non variano in genere e numero: qua homo venis? qua homi venis?
Lo stesso avviene per i pronomi, che rimangono invariati, se usati come soggetto: qua venis? Ma ricevono una -n finale se utilizzati come complemento oggetto: quan vu vidis?
- qua: ilta qua volas / qua volas?
- qui: la homi qui venis / qui venis?

### Pronomi/aggettivi indefiniti
ula, nula, irga, altra, kelka, singla, omna, multa, poka, plura, tanta, quanta, cetera, ipsa.

### Aggettivi
Gli aggettivi qualificativi in ido terminano sempre in -a e non variano mai in genere o numero. Tuttavia, a volte, la -a finale può essere soppressa tramite elisione per rendere il discorso meno monotono e più fluente. Invece di dire: la alerta e joyoza infanti, è meglio dire: l'alert e joyoz infanti.
Quando, invece, si riferiscono a un sostantivo tacito (l'aggettivo funge da pronome) per indicare il plurale li si fa precedere dall'articolo le.
|             | Comparativo | Comparativo | Comparativo | Superlativo         | Superlativo         | Superlativo |
| maggioranza | uguaglianza | minoranza   | relativo    | relativo            | assoluto            |             |
| Italiano    | più... di   | ... come    | meno... di  | il più... (di...)   | il meno... (di...)  | -issimo     |
| Ido         | plu... kam  | tam... kam  | min... kam  | maxim... (de/ek...) | minim... (de/ek...) | tre...      |

### Colori
I colori sono aggettivi, quindi terminano tutti in a:
| Italiano | bianco | blu  | marrone | giallo | grigio | nero  | porpora | arancione | rosso | rosa  | verde | viola  |
| Esempio  |        |      |         |        |        |       |         |           |       |       |       |        |
| Ido      | blanca | blua | bruna   | flava  | griza  | nigra | purpura | oranjea   | reda  | rozea | verda | violea |

## Vocabolario
Il vocabolario dell'ido è basato su parole che offrono maggior semplicità d'utilizzo al maggior numero di locutori. Durante il suo periodo iniziale le prime 5 000+ radici furono analizzate in comparazione con il vocabolario francese, inglese, italiano, russo, spagnolo e tedesco e si ottennero i seguenti risultati Adjectival Suffixes, su geocities.com. URL consultato il 25 novembre 2005 (archiviato dall'url originale il 4 ottobre 1999).:
- 2 024 radici (38%) comuni a 6 lingue
- 942 radici (17%) comuni a 5 lingue
- 1 111 radici (21%) comuni a 4 lingue
- 585 radici (11%) comuni a 3 lingue
- 454 radici (8%) comuni a 2 lingue
- 255 radici (5%) comuni a 1 lingua
  - In totale 5 371 (100%)

Inoltre, un'altra comparazione tra il vocabolario dell'ido e quello delle sei lingue citate in precedenza illustra con più precisione le somiglianze dell'ido a ogni rispettiva lingua:
- francese 4 880 radici - 91%
- italiano 4 454 radici - 83%
- inglese 4 219 radici - 79%
- spagnolo 4 237 radici - 79%
- tedesco 3 302 radici - 61%
- russo 2 821 radici - 52%

Questo spiega come mai, a prima vista, l'ido possa essere scambiato per il francese, l'italiano o lo spagnolo da locutori (cioè da chi parla) di altre lingue.
Comparazione di alcune parole in ido e in altre lingue:
| Ido     | Italiano           | Inglese           | Francese | Tedesco              | Russo       | Spagnolo |
| bona    | buono              | good ("bonus")    | bon      | gut ("bonus")        | dobryj      | bueno    |
| donar   | dare ("donare")    | give ("donor")    | donner   | geben                | dat'        | dar      |
| filtrar | filtrare           | filter            | filtrer  | filtern              | fil'trovat' | filtrar  |
| gardeno | giardino           | garden            | jardin   | Garten               | sad         | jardin   |
| kavalo  | cavallo            | horse ("cavalry") | cheval   | Pferd ("Kavallerie") | kon'        | caballo  |
| maro    | mare               | sea ("marine")    | mer      | Meer                 | more        | mar      |
| naciono | nazione            | nation            | nation   | Nation               | nacija      | nación   |
| studiar | studiare           | study             | étudier  | studieren            | studirovat' | estudiar |
| yuna    | giovane ("junior") | young             | jeune    | jung                 | junyj       | joven    |

I vocaboli dell'ido vengono spesso generati alterando il significato di una parola già esistente con un certo numero di prefissi e suffissi ufficiali. Questo permette a chiunque, in caso di necessità, di prendere una parola già esistente e modificarla a proprio piacimento per creare un neologismo, rendendo possibile l'utilizzo di un buon numero di espressioni senza il bisogno di dover studiare ogni volta un nuovo vocabolo.
Benché il loro numero sia troppo grande per essere inclusi tutti in un articolo, eccone alcuni esempi: 
- Il suffisso diminutivo -et-. Domo (casa) diviene dometo (casetta), e libro (libro) diviene libreto (libretto);
- Il suffisso peggiorativo -ach-. Domo diviene domacho (baracca), e libro diviene libracho (libraccio);
- Il prefisso retro-, che indicata inversione. Irar (andare) diviene retroirar (tornare indietro, arretrare) e venar (venire) diviene retrovenar (ritornare).

I nuovi vocaboli in genere vengono creati attraverso un'analisi della parola, la loro etimologia, e facendo riferimento al suo equivalente nelle sei lingue sorgenti. Se una parola non può essere creata semplicemente modificando un vocabolo preesistente, solitamente si adotta una nuova radice (come ad esempio wikipedio per wikipedia, formato da wiki + enciklopedio). Nel 1926 per esempio fu adottata la parola alternatoro, perché cinque delle sei lingue sorgenti usavano quasi la stessa ortografia per la parola, e perché era abbastanza lunga da evitare ambiguità nei confronti di altre parole già presenti nel vocabolario. L'adozione di una parola viene stabilita attraverso il consenso, dopo che è stata resa ufficiale dall'Union. Se possibile, bisogna anche fare attenzione a evitare omonimie, e solitamente ogni nuova parola viene sottoposta a discussione prima di essere adottata. Parole straniere con un significato ristretto e che non vengono usate nella vita di tutti i giorni (come ad esempio la parola intifada, usata per riferirsi al conflitto tra Israele e Palestina) vengono lasciate immutate, e spesso scritte in corsivo.

## Numeri
- 0: zero
- 1 – 9: un, du, tri, quar, kin, sis, sep, ok, non
- 10: dek
- 100: cent
- 1 000: mil
- 1 000 000: miliono
- 13: dek-e-tri (= 10 + 3)
- 20: du-a-dek (= 2 × 10)

## Comunità idista
La maggioranza dei locutori ido viene a conoscenza della lingua in seguito alla scoperta dell'esperanto, quindi la percentuale di idisti che conosce l'esperanto è più alta che quella degli esperantisti che conoscono l'ido. I paesi in cui sono presenti più locutori ido sono la Germania, la Francia e la Spagna, anche se sembrano esserci alcuni locutori ido nella maggior parte dei Paesi del mondo.
Essendo l'ido una lingua artificiale, misurarne il numero di locutori risulta estremamente difficile. Un altro motivo per cui questo calcolo diviene assai complicato è che bisogna distinguere tra locutori e semplici sostenitori. L'ido assomiglia all'esperanto e molti esperantisti hanno imparato l'ido per curiosità rinunciando comunque a utilizzarlo, per continuare a sostenere il movimento ben più noto dell'esperanto.
Un certo numero di esperantisti vide lo scisma dell'ido come un fatto positivo. Nonostante la comunità avesse perso parte dei suoi contributori, molti esperantisti furono grati di vedere coloro che erano interessati solo alla creazione di una lingua perfetta abbandonare il gruppo. Coloro che rimasero ebbero modo di lavorare più liberamente sull'uso e sulla promozione della lingua senza doversi preoccupare di diatribe interne al movimento. Tuttavia, questi 'riformatori costanti' in qualche caso migrarono verso altri progetti di riforma, nessuno dei quali sopravvisse abbastanza a lungo dopo la morte degli autori stessi, e l'ido rimase dunque costante da allora - in principio sicuramente la comunità idista era formata in prevalenza da riformatori, tuttavia oggigiorno questa tendenza sembra essere completamente svanita.

### Recenti congressi idisti internazionali
- 2007 Parigi, Francia (Informazione)
- 2006 Berlino, Germania - ~25 partecipanti da 10 Paesi (Rapporto)
- 2005: Tolosa, Francia - 13 partecipanti da 4 Paesi (Rapporto)
- 2004: Kiev, Ucraina - 17 partecipanti da 9 Paesi (Rapporto)
- 2003: Grossbothen, Germania - Partecipanti da 6 Paesi (Rapporto)
- 2002: Cracovia, Polonia - 14 partecipanti da 6 Paesi (Rapporto)
- 2001: Norimberga, Germania - 14 partecipanti da 5 Paesi (Rapporto)
- 1998: Białobrzegi, Polonia - 15 partecipanti da 5 Paesi
- 1997: Bakkum (mun. Castricum), Paesi Bassi - 19 partecipanti da 7 Paesi
- 1995: Elsnigk, Germania
- 1991: Ostend, Belgio - 21 partecipanti
- 1980: Namur, Belgio - 35 partecipanti
- 1960: Zurigo, Svizzera - Circa 50 partecipanti

## Esempi

### Mea vido-cirklo (horizonto)
Traduzione di canzone per opera del bardo russo Alexandr Sukhanov dai versi del poeta russo Yunna Morits. ()
Me nule savas la Angla, la Franca, la Greka,
Mea vid-cirklo do restas sat mikra e streta -
En mea vid-cirklo trovesas nur flori, arbori,
Nur tero e maro, aero, fairo, amoro.
Me nule savas la Dana e la Portugala,
Mea vid-cirklo restas sat infantala -
Nur joyi rapide pasant', bruligiva aflikto,
Nur esperi, e timi noktal' es en mea vid-cirklo.
Me savas nek la Sanskrito e nek la Latina,
Mea vid-cirklo es ancien-mod' quale tino
Nur morto e nasko homala, nur grani ed astri
Aden mea vid-cirklo penetras e standas sat mastre.
Mea savo artala esas fakultativa.
Mea vid-cirklo restas presk' primitiva -
En olu es nia afero intima, interna
Por ke kun homaro la Tero flugadez eterne.
Mea vid-cirklon restriktas nur timi, esperi,
En olu trovesas nur amo, nur maro e tero.
Aden mea vid-cirklo penetras e standas sat mastre
Nur morto e nasko homala, nur grani ed astri.

### Grammatiche e corsi
- Raiteri, Compendio Grammaticale della Lingua Internazionale Ido, 12 pagine, Biella, Edizioni Martinero, 1949.
- (FR) Louis Couturat e Léopold Leau, Délégation pour l'adoption d'une langue auxiliaire internationale (15-24 ottobre 1907), Coulommiers, Imprimerie Paul Brodard, 1907.

### Saggistica e articoli sull'Ido
- Federico Gobbo, Fondamenti di interlinguistica ed esperantologia. Pianificazione linguistica e lingue pianificate, Milano, Raffaello Cortina Editore, 2009, ISBN 978-88-7043-141-4.
- Paolo Valore, Materiali per lo studio dei linguaggi artificiali del Novecento, Milano, Cuem, 2006 (con testi in Ido e traduzione italiana).
- Gaspare Polizzi, Il mito della lingua universale: l'esperienza dell'IDO, in "Il Protagora", nn. 3-4, gennaio-dicembre 1983, pp. 71–82.
- Paolo Albani e Berlinghiero Buonarroti, Aga Magéra Difúra. Dizionario delle lingue immaginarie, p. 228, Milano, Zanichelli, 1994.
- Umberto Eco, La ricerca della lingua perfetta nella cultura europea, pp. 341–343, 345, Roma - Bari, Laterza, Collana Fare l'Europa, 1993, ISBN 88-420-4287-0.
- Giorgio Silfer, Le lingue universali, Milano, Centro italiano di interlinguistica, 1988.
- Alessandro Bausani, Le lingue inventate, p. 128-130, Roma, Ubaldini, 1974.
- (EN) Peter G. Forster, The Esperanto Movement; cap. 4, The Ido Schism, pp. 110–144; L'Aia, Mouton Publishers, 1982, ISBN 90-279-3399-5.
- (EN) Otto Jespersen, An International Language, George Allen et Unwin.
- (EN) Henry Jacob, A Planned Auxiliary Language, Dennis Dobson.
- (EN) Don Harlow, How to Build a Language.
- (EO) Janus Di Censo, Trasermo, pp. 199–202, Milano, Laser Edizioni, 1994, ISBN 88-900050-0-9.